# Jonny Quinn
Jonny Quinn, né le 26 février 1972 à Bangor en Irlande du Nord, est le batteur du groupe Snow Patrol.

## Biographie
Il a fait ses études à la Rockport School, près d'Holywood. Au début des années 1990, il fait partie du groupe The Mighty Fall puis, en 1992, il intègre la formation des Disraeli Gears. Le groupe enregistre son premier et unique album, Pure Groove, en 1997 mais est dissous peu après. Quinn rejoint alors Snow Patrol et est depuis lors le batteur permanent de ce groupe. En 2007, il se casse le bras en faisant du snowboard et est remplacé pendant trois mois par Graham Hopkins, ancien batteur de Therapy?, pour une tournée du groupe.
Il est le neveu de l'actrice Patricia Quinn. Il s'est marié avec la dessinatrice norvégienne Mariane Røkke le 16 août 2008. Il vit dans le quartier de Crouch End, à Londres, dans la même rue que Nathan Connolly, le guitariste de Snow Patrol.

## Source
- (en) Cet article est partiellement ou en totalité issu de l’article de Wikipédia en anglais intitulé « Jonny Quinn » (voir la liste des auteurs).